# Donkervoort
Donkervoort ist ein in den Niederlanden ansässiger Automobilhersteller. Das Unternehmen wurde vom Niederländer Joop Donkervoort 1978 gegründet und produziert ausschließlich Roadster, die ursprünglich vom Lotus Seven abgeleitet waren und ihm heute noch ähnlich sehen.

## Aktuelle Produktion
Donkervoort baut in Lelystad von Hand neue Komplettfahrzeuge. Der Fahrzeugtyp Donkervoort D8 wurde vom Gründer Joop Donkervoort neu konzipiert und weist, abgesehen von äußerlichen Ähnlichkeiten, mit dem Ausgangsmodell Lotus Super 7 mittlerweile keine Gemeinsamkeiten mehr auf. Donkervoort benutzt Materialien, wie kohlenstofffaserverstärkten Kunststoff (CfK) und andere moderne Verbundwerkstoffe für seine Autos. Der aktuelle Motor wird von Audi geliefert (2,5-l-TFSI-Fünfzylinder-Turbo-Motoren). Die Leistung der neuen 2,5-l-Fünfzylinder Motoren reicht serienmäßig von 250 bis 367 kW (340 bis 500 PS).
Dank des extrem geringen Gewichts der Donkervoort-Fahrzeuge sind Beschleunigungen von 2,5 s auf 100 km/h (Donkervoort D8 F22) sowie extreme Kurvengeschwindigkeiten und Verzögerungen möglich.
Das Auto hat weder ein Antiblockiersystem (ABS) noch ein Elektronisches Stabilitätsprogramm (ESP). Allein eine einstellbare Traktionskontrolle, Vollgasschaltfunktion sowie Launchkontrolle werden als Option angeboten.

## Aktuelle Modelle

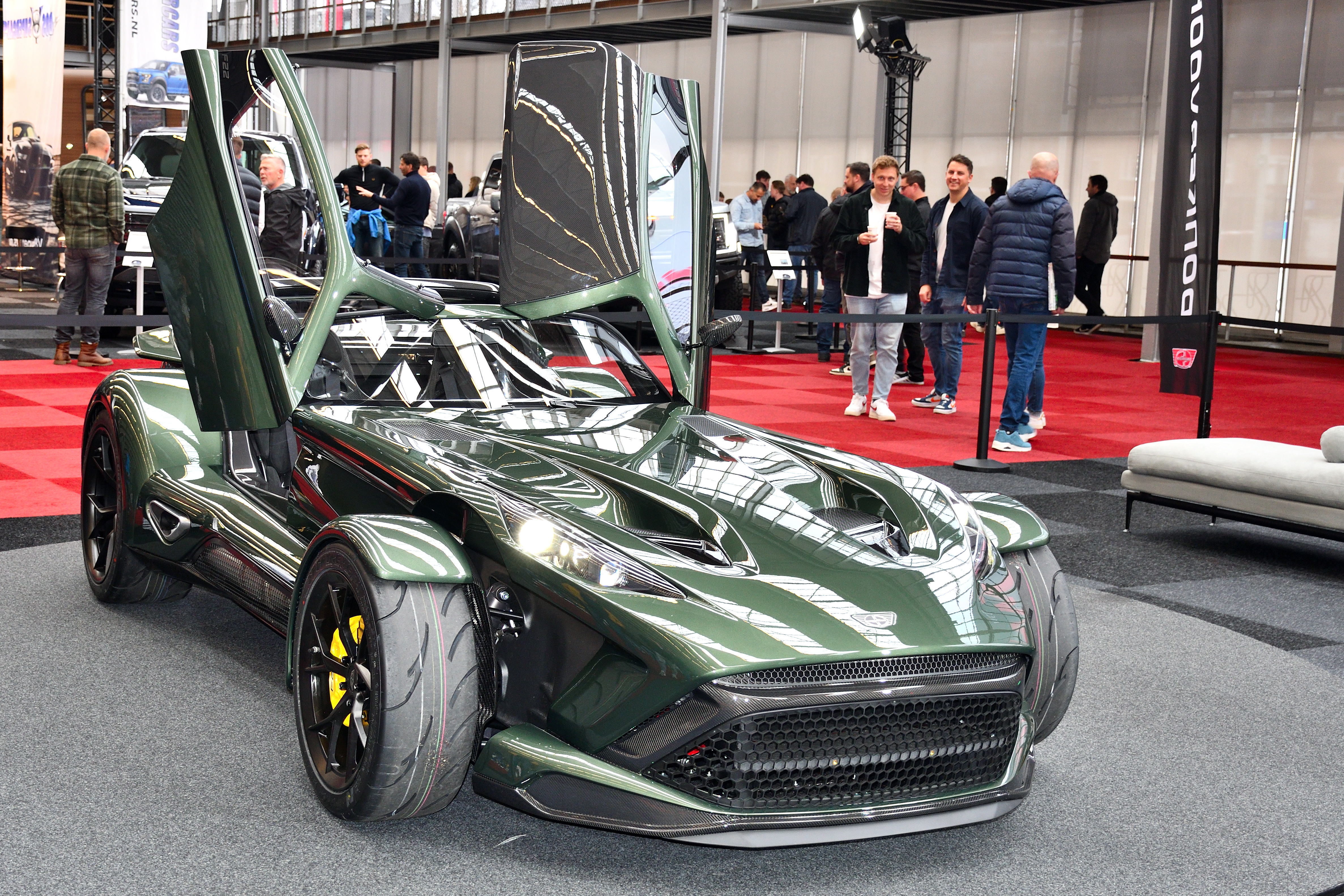
Donkervoort F22

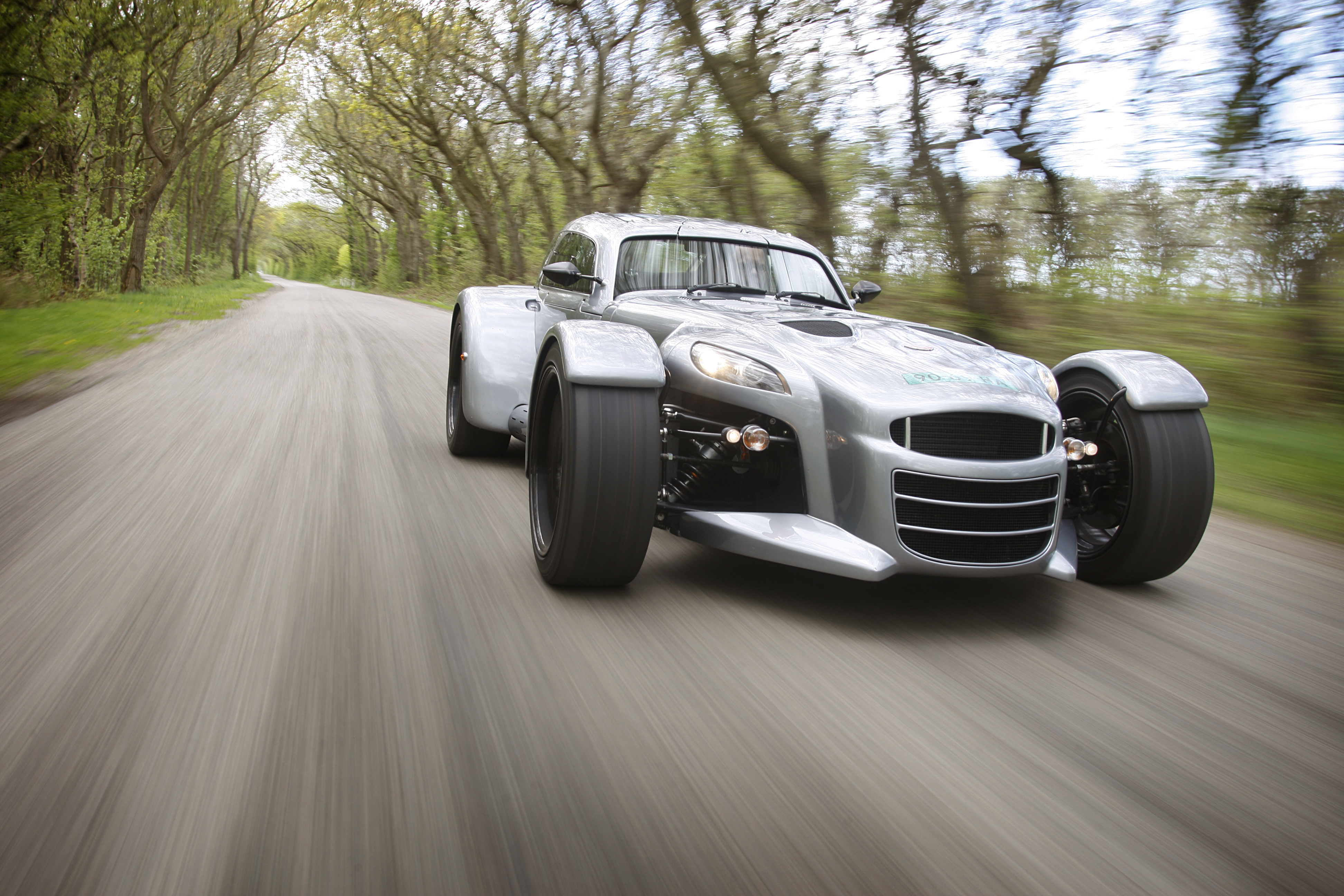
Donkervoort D8 GT 270

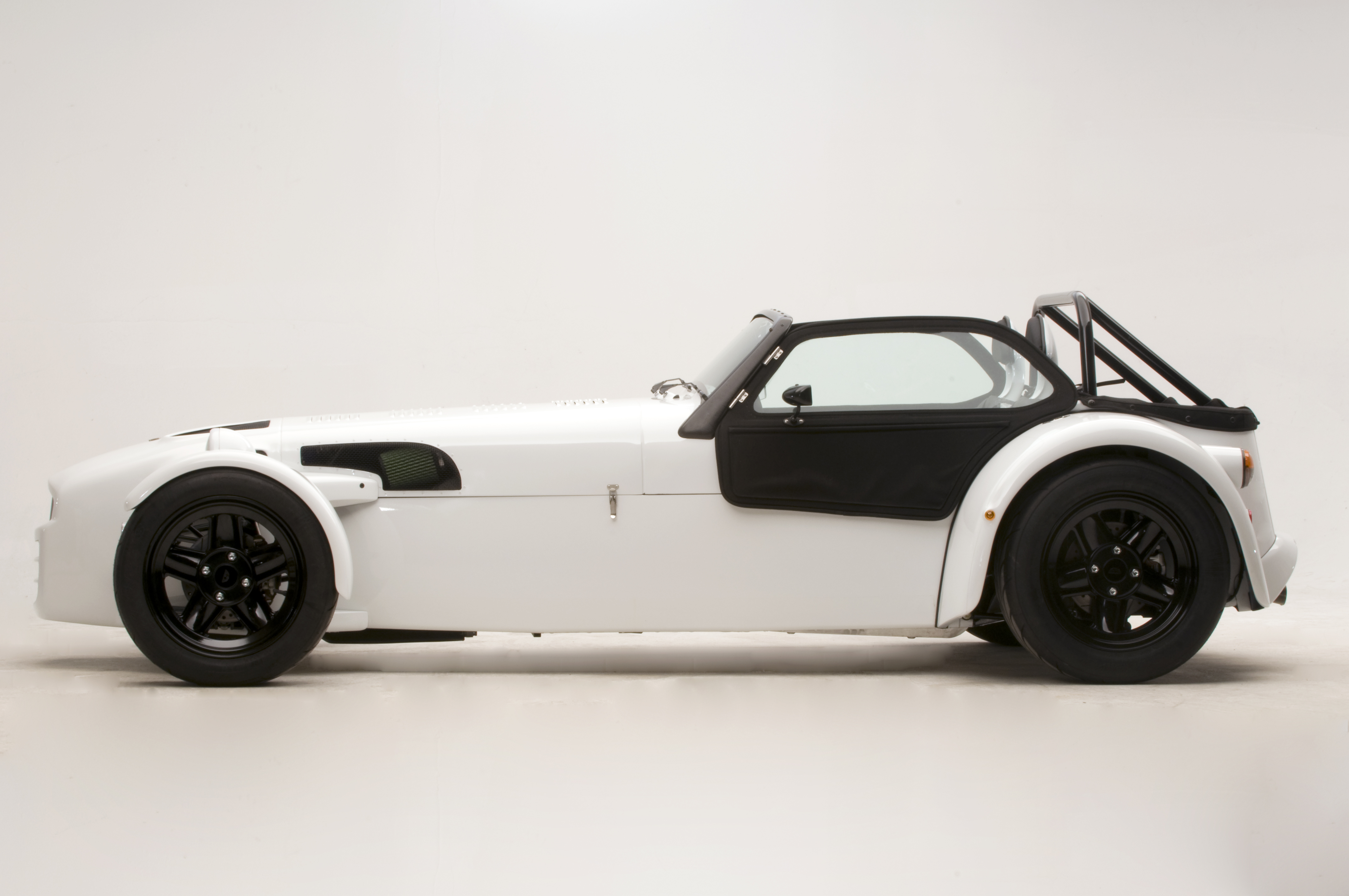
Donkervoort D8 270

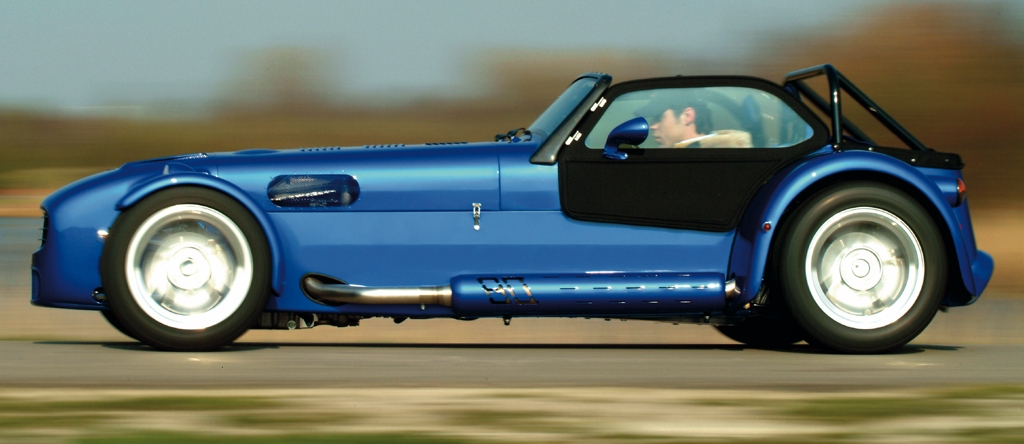
Donkervoort D8 Wide Track

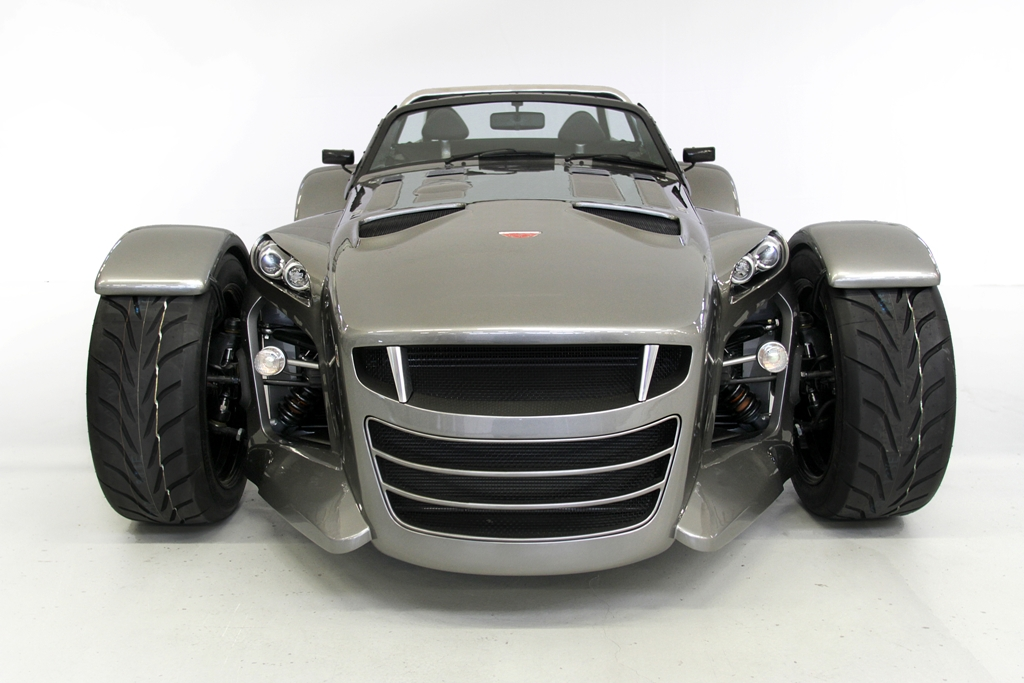
Donkervoort D8 GTO

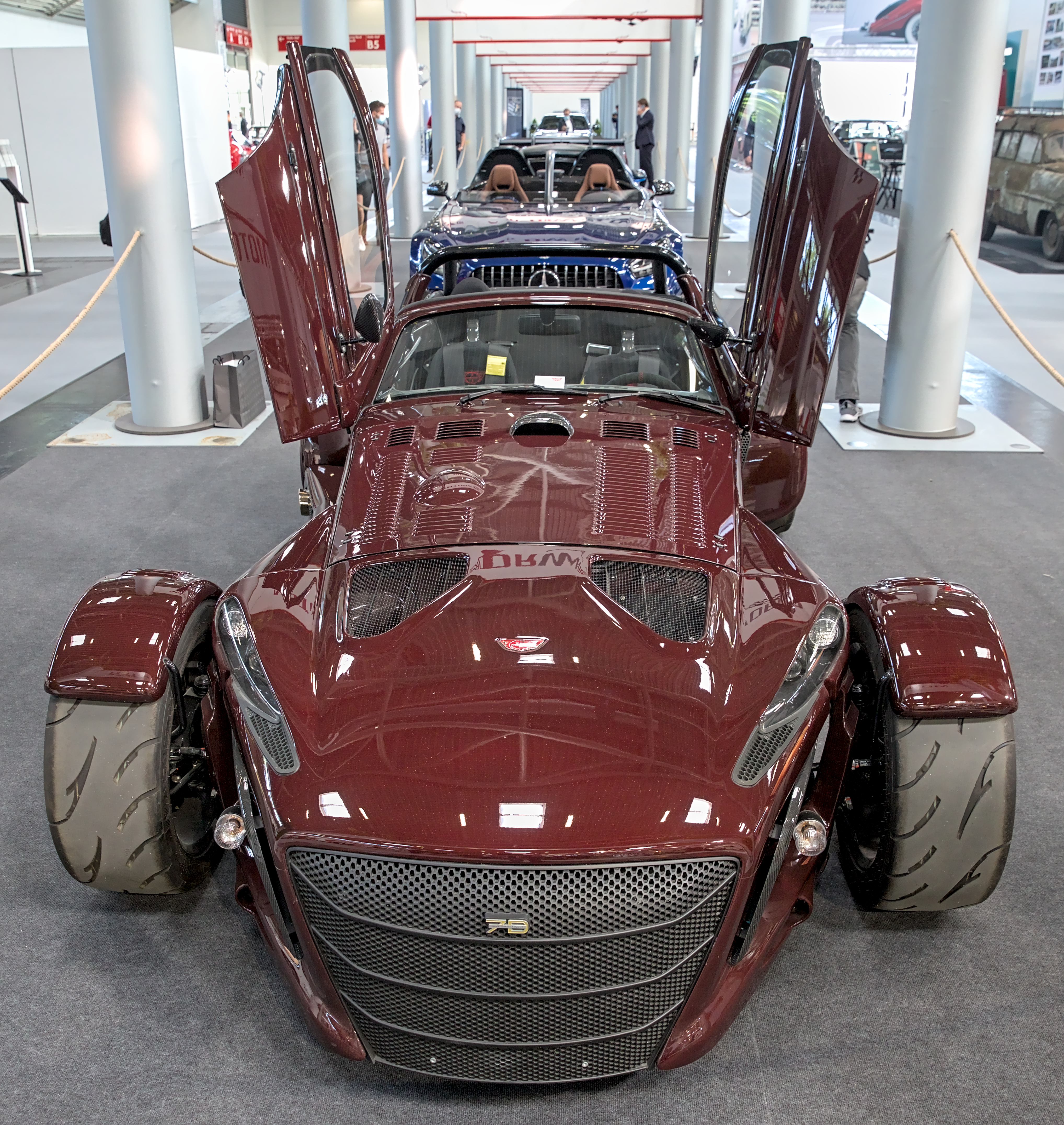
Donkervoort D8 GTO-JD70

Donkervoort F22 (seit 2022)
Der Donkervoort F22 hat ein zweiteiliges Targadach und Scherentüren. Der Motor, ein 2,5-l-TFSI-Fünfzylinder von Audi, leistet 367 kW bei einem Leergewicht von 750 kg.

## Modelle aus der Vergangenheit
Donkervoort D8 GT (2007–2012)
Der 2007 vorgestellte Donkervoort D8 GT ist der erste geschlossene Donkervoort. Verglichen mit der offenen Version des D8 hat der GT eine neu entwickelte Vorder- und Hinterradaufhängung. Sie ist um 8 cm breiter. Er hat größere Bremsscheiben für maximale Verzögerung sowie 17"-Aluminiumräder. Das Gesamtgewicht von 650 kg wird vor allem durch den großflächigen Einsatzes von Kohlenstofffaser-Werkstoffen erreicht. Das komplette Dach, Heck, Türen sowie Kotflügel werden aus diesem Material gefertigt.
Donkervoort D8 270 (2008–2012)
Der Donkervoort D8 270 ist seit dem Sommer 2008 erhältlich. Diese D8-Version ist der Nachfolger des D8 270 RS, der in einer limitierten Auflage von 25 Stück gebaut wurde. Der D8 270 hat eine neu entworfene Frontpartie, die an die des D8 GT angelehnt ist. Er beschleunigt in 3,6 s auf 100 km/h.
Donkervoort D8 Audi (E-Gas) Wide Track (2003–2012)
Seit 2003 sind Fahrzeuge von Donkervoort mit 1.8T-20V-Turbomotoren mit „elektronischem Gaspedal“ von Audi bestückt. Der Motor ist in folgenden Leistungsvarianten verfügbar: 110 kW/150 PS, 132 kW/180 PS, 154 kW/210 PS, 173 kW/235 PS und 199 kW/270 PS. Dank seines Gewichtes von 630 kg sind je nach Motorvariante Beschleunigungen von 0 auf 100 km/h in 3,8 bis 5,2 Sekunden möglich.
Donkervoort D8 GTO (2013–2022)
Der Donkervoort D8 GTO wurde komplett neu entwickelt. Der Motor, ein 2,5-l-TFSI-Fünfzylinder von Audi, leistet 250–325 kW bei einem Leergewicht von rund 700 kg.

## Überblick Modelle
| Fahrzeug        | Jahr       | Motor |
| --------------- | ---------- | --- |
| S7              | 1978–1984  | 1,6 Liter Ford Kentmotor mit seitlicher Nockenwelle, 84 PS (62 kW) bis 128 PS (94 kW)                                                     |
| S8              | 1985–1989  | 2.0 Liter Ford OHC, 81 kW (110 PS) |
| S8A             | 1985–1993  | 2.0 Liter Ford OHC, 86 kW (117 PS) |
| S8AT            | 1986–1994  | Garret T3 Turbolader mit Ladeluftkühler, 3-Wege-Katalysator, 125 kW (170 PS) mit 2,0-Liter-Motor oder 140 kW (190 PS) mit 2,2-Liter-Motor |
| D10             | 1988–1989  | 2,2 Liter Garrett T3 Turbolader, 140 kW                                                                                                   |
| D8 Zetec        | 1993–1998  | 1,8 Liter mit 103 kW (140 PS) oder 2,0 Liter mit 160 PS (Ford Zetec-16V-Motor)                                                            |
| D8 Cosworth     | 1994–1998  | 2,0 Liter DOHC-Motor, 162–206 kW (220–280 PS)                                                                                             |
| D8 Audi (AGU)   | 1999–2002  | 1.8 Liter Audi Turbomotor, 110–180 kW (150–245 PS)                                                                                        |
| D8 Audi (E-gas) | 2003–2012  | 1.8 Liter Audi Turbomotor, elektronische Drosselklappensteuerung (E-Gas), 110–154 kW (150–270 PS)                                         |
| D8 270 RS       | 2005–2007  | 1.8 Liter Audi Turbomotor, E-Gas, 199 kW, Limited Edition von 25 Autos                                                                    |
| D8 270          | 2008–2012  | 1.8 Liter Audi Turbomotor, E-Gas, 199 kW                                                                                                  |
| D8 GT           | 2007–2012  | 1,8-Liter-20V-Audi-Turbomotor, E-Gas, 199 kW                                                                                              |
| D8 GTO          | 2013–2022  | 2,5-Liter-TFSI-5-Zylinder-Audi-Turbomotor, 250–325 kW (340–442 PS)                                                                        |
| F22             | 2022–heute | 2,5-Liter-TFSI-5-Zylinder-Audi-Turbomotor, 367 kW (500 PS)                                                                                |

## Rundenrekord für straßenzugelassene Autos auf der Nordschleife des Nürburgrings
Der damalige deutsche Importeur Michael Düchting fuhr am 24. Oktober 2004 mit 7:18,01 Min. in einem Donkervoort D8 RS einen neuen Rundenrekord für straßenzugelassene Autos auf der Nürburgring-Nordschleife. Mittlerweile wird an einem noch leistungsfähigeren Fahrzeug gearbeitet, da der Rekord zwischenzeitlich verloren ging. Im Herbst 2005, unter nicht optimalen Wetterbedingungen, holte sich Michael Düchting für kurze Zeit den Rekord mit einer Zeit von 7:14,89 Min. wieder zurück.